# Klaus Klock
Klaus Klock (* 2. Dezember 1965) ist ein deutscher Fußballtrainer und ehemaliger -spieler.

## Leben
Klock spielte als Jugendlicher bei Viktoria Wilhelmsburg gemeinsam mit Dirk Zander. Die beiden spielten für den Verein mit 16 Jahren bereits auch in der Herren-Oberliga, damals die vierthöchste Spielklasse in Deutschland. Klock wechselte in die A-Jugend des Hamburger SV, nahm zu Zeiten Ernst Happels teils auch am Übungsbetrieb der HSV-Bundesligamannschaft teil und wurde im Spieljahr 1981/82 in der Nachwuchsrunde eingesetzt. In der Saison 1981/82 gehörte er zum Aufgebot des HSV, das an einem Turnier im Bernabeu-Stadion von Madrid teilnahm. Klock bestritt auch Länderspiele für Jugend-Auswahlmannschaften des Deutschen Fußball-Bundes. Das Angebot, beim HSV eine Stelle als Gärtner anzutreten, lehnte er ab, was er später bereute, und ging 1983 zu Viktoria Wilhelmsburg zurück.
1984 verließ der Mittelfeldspieler seinen Heimatverein und schloss sich Altona 93 an. Dort spielte er 1984/85 in der Oberliga, dann 1985/86 wieder bei Viktoria Wilhelmsburg (Verbandsliga). Zur Saison 1986/87 ging Klock zum Hummelsbütteler SV, Anfang November 1986 kam es zwischen ihm und dem Verein zur Trennung. Er wechselte zum Oberliga-Rivalen SC Concordia Hamburg und bestritt im Februar 1987 sein erstes Spiel für den Verein. 1987 erhielt Klock neben Angeboten aus Belgien (Cercle Brügge, Genk) auch eines von Alemannia Aachen. Er einigte sich nach einem Probetraining mit Aachen auf einen Zweijahresvertrag. Für den Zweitligisten bestritt er in der Runde 1987/88 erst unter Trainer Diethelm Ferner, nach dessen Entlassung unter Nachfolger Peter Neururer insgesamt 16 Punktspiele. Nachdem Klock in der Rückrunde 1987/88 nur noch selten zum Einsatz gekommen war, wurde das Arbeitsverhältnis zwischen ihm und der Alemannia aufgehoben, er wechselte zu Rot-Weiß Oberhausen. Allerdings ereilte den Zweitligisten ein Entzug der Teilnahmeberechtigung, Klock schloss sich daraufhin Union Solingen (ebenfalls 2. Bundesliga) an. Er stand während des Spieljahres 1988/89 in 31 Zweitligabegegnungen für Solingen auf dem Platz, schloss die Saison mit seiner Mannschaft jedoch als Tabellenletzter ab, was den Abstieg aus der 2. Bundesliga bedeutete.
Klock ging in der Sommerpause 1989 nach Hamburg zurück, spielte 1989/90 bei Altona 93 in der Oberliga, 1990/91 beim 1. SC Norderstedt (ebenfalls Oberliga) sowie anschließend beim Harburger TB. Aufgrund wiederkehrender Kniebeschwerden, die acht operative Eingriffe erforderlich machten, zog er sich mit 28 Jahren als Spieler aus dem Leistungsfußball zurück. Später spielte er beim Landesligisten FC Süderelbe.
Klock brachte sich fortan im Amateurfußball als Trainer ein, unter anderem beim Verein Harburger Türk-Sport (bis September 1999), beim F. C. Örnek-Türkspor (1999/2000), beim Harburger SC (Frühjahr 2000 bis Ende April 2002) und bei Einigkeit Wilhelmsburg. 2007 wurde er beim FC Türkiye Wilhelmsburg tätig, war dort in den folgenden Jahren in mehreren Ämtern beschäftigt, bis März 2014 als Trainer, dann als Obmann. Er blieb bis 2019 bei dem Verein. 2020 wurde Klock wieder als Obmann beim FC Türkiye tätig. Im Anschluss an das Spieljahr 2023/24 gab er das Amt auf, Klock wechselte im Sommer 2024 als Obmann zu Dersimspor Hamburg.